# Jacques Auguste Simon Collin de Plancy
Jacques Auguste Simon Collin de Plancy (Plancy-l'Abbaye, 30 de janeiro de 1794 – Paris, 13 de janeiro de 1881) foi um escritor, ocultista e demonologista francês, editor de importantes trabalhos sobre ocultismo e demonologia.
Livre pensador influenciado por Voltaire, foi editor na sua cidade natal, Plancy-L'Abbaye.
Entre 1830 e 1837 residiu em Bruxelas, regressando à França para depois renunciar aos seus "equívocos" e retomar a fé Católica.
Collin de Plancy continuou a tradição de muitos demonologistas anteriores de catalogar os demônios por nome e título de nobreza, como ocorreu com grimórios como Pseudomonarchia daemonum, entre outros.
Seu trabalho mais conhecido, Dictionnaire Infernal, foi publicado pela primeira vez em 1818. Em 1863 foram agregadas algumas imagens que tornaram famosa a edição. É um livro sobre demonologia que contém alguns desenhos com respeito a aparência de determinados demônios, segundo a imaginação do autor.

## Bibliografía de Collin de Plancy
| Nome original | Tradução para o Português | Data      | Número de páginas                 |
| Dictionnaire Infernal | Dicionário infernal | 1818      | 582 páginas                       |
| Dictionnaire féodal ou recherches et anecdotes sur les Dimes et les droits féodaux, les fiefs et les bénéfices, les privilèges etc. et sur tout ce qui tient à la Féodalité. | Dicionário feudal ou Investigação e anedótas nos Dimes e direitos feudais, as fortalezas e as benfeitorias, las primazias etc e em tudo que se relaciona à feudalidade. | 1819      | -                                 |
| Dictionnaire critique des reliques et des images miraculeuses | Dicionário crítico das relíquias e imagens milagrosas | 1821      | 3 volumes, 450, 470 e 416 páginas |
| Traité des reliques de Jean Calvin | Tratado das Relíquias de Jean Calvin | 1822      | -                                 |
| Histoire du Manneken Pis racontée par lui-même | A história de Manneken Pis narrada por ele mesmo | 1824      | Lacrosse, Bruxelles               |
| Biographie pittoresque des Jésuites ou Notices abrégées théologiques et historiques sur les jésuites célèbres                                                                | Biografía Pitoresca dos Jesuitas ou Notas Teológicas e Históricas Sobre Jesuitas Célebres                                                                               | 1826      | 110 páginas                       |
| Fastes militaires des Belges | Registro Militar dos Belgas | 1835-1836 | 4 volumes                         |
| Légendes de l'histoire de France II | Lendas da História Francesa II | 1850      | -                                 |
| Godefroid de Bouillon, chroniques et légendes du temps des deux premières croisades, 1095-1180                                                                               | Godefroid de Bouillon, as crônicas e lendas dos tempos das primeiras cruzadas, 1095-1180                                                                                | 1842      | 479 páginas                       |
| Légendes de la Sainte Vierge | Lendas da Santa Virgem | 1845      | 392 páginas                       |
| Légendes de l'Histoire de France | Lendas da História Francesa | 1846      | 386 páginas                       |
| La chronique de Godefroid de Bouillon et du royaume de Jérusalem. Première et deuxième croisade (1080-1187) avec l'histoire de Charles-le-Bon...                             | A crônica de Godefroid de Bouillon e do reino de Jerusalém. Primeira e segunda cruzada(1080-1187) com a história de Charles-le-Bon...                                   | 1848      | -                                 |
| La Reine Berthe au grand pied | A rainha Berthe com o Pé Grande | 1854      | 274 páginas                       |
| Légendes des commandements de l'Eglise | Lendas dos mandamentos da Igreja | 1860      | 396 páginas                       |
| Légendes des sacrements | Lendas dos Sacramentos | 1860      | 396 páginas                       |
| Légendes des femmes dans la vie réelle | Lendas das Mulheres na Vida Real | 1861      | 412 páginas, Henri Plon, Paris    |
| Légendes de l'ancien testament, recueillies des apocryphes, des rabins et des légendaires, distinguées avec soin des textes sacrés                                           | Lendas do Antigo Testamento, dos livros apócrifos completos, dos rabinos e dos lendários, distinguidos com cuidado dos textos sagrados                                  | 1861      | 396 páginas                       |
| Légendes Infernales, relations et pactes des hôtes de l'enfer avec l'espèce humaine.                                                                                         | Lendas infernais, relações e pactos dos anfitriões do inferno com a espécie humana.                                                                                     | 1861      | -                                 |
| Légendes de l'autre monde, pour servir à l'histoire du paradis, du purgatoire et de l'enfer, avec quelques esquisses de personnages peu soucieux de leur âme                 | Lendas do outro mundo, para servirem à história do paraíso, do purgatório e do inferno, com algumas mudanças de personagens não muito no que conserne às suas almas     | 1862      | 396 páginas                       |
| La Vie et les légendes intimes des deux empereurs Napoléon Ier et Napoléon II jusqu'à l'avénement de Napoléon III                                                            | La vida e as lendas secretas de Napoleão I e Napoleão II até a vinda de Napoleão III                                                                                    | 1863      | 411 páginas                       |
| Légendes du calendrier | Lendas dos calendários | 1863      | 396 páginas                       |
| Légendes du juif errant et des seize reines de Munster | Lendas do judeu errante e as 16 rainhas de Munster | 1866      | 393 páginas                       |
| Légendes des commandements de Dieu | Lenda dos 10 mandamentos de Deus | 1864      | 396 páginas                       |
| Légendes des sept péchés capitaux | Lendas dos sete pecados capitais | 1864      | 396 páginas                       |
| Légendes des douze convives du chanoine de Tours | Lendas dos doze hóspedes do cônego de Tours | 1864      | 396 páginas                       |
| Taxes des parties casuelles de la boutique du pape pour la remise, moyennant argent, de tous les crimes et pêchés                                                            | Impostos sobre as festas fortuitas da tenda do Papa para desconto, em espécie, de todos os crimes e pecados                                                             | 1871      | 82 páginas                        |
| La fin des temps, confirmée par des prophéties authentiques nouvellement recueillies                                                                                         | O fim dos tempos, confirmado pelas profecias autênticas reunidas recentemente                                                                                           | 1871      | 211 páginas                       |
| La vie du cure J. Meslier d'après Voltaire | A vida do padre J. Meslier segundo Voltaire | 1871      | -                                 |
| Recherches sur l'alimentation des reptiles et des batraciens de France | Pesquisa sobre a alimentação de répteis e batráquios da França | 1876      | -                                 |
| Catalogue des reptiles et batraciens du département de l'Aube et étude sur la distribution géographique des reptiles et batraciens de l'est de la France                     | Catálogo de répteis e batráquios do departamento de Alba]] e estudo sobre a distribuição geográficas de répiteis e batráquios do leste da França                        | 1878      | 44 páginas                        |
| Légendes des esprits et des démons qui circulent autour de nous | Lendas dos espíritos e demônios que circulam em torno de nós | -         | 396 páginas                       |
| Le docteur Péperkouk | Doutor Péperkouk | -         | -                                 |
| Légendes des origines | Lendas das origens | -         | 412 páginas                       |
| Légendes des vertus théologales et des vertus cardinales | Lendas das virtudes teológicas e das virtudes cardeais | -         | 396 páginas                       |
| Traditions populaires et anecdotes insolites: Légendes infernales | Tradições populares e anedotas insólitas: Lendas infernais | -         | -                                 |
| Légendes du Moyen Âge | Lendas da Idade Média | -         | 396 páginas                       |